# Richard Can
Richard Can Rocha (Felipe Carrillo Puerto, Quintana Roo, 30 de octubre de 1972) es un actor, profesor de escuela primaria, bailarín de danzas mayas y chamán mexicano, más conocido por su actuación en la cinta de 2006, Apocalypto del galardonado director Mel Gibson.

## Biografía
Can nació en el poblado chiclero “La presumida” y creció en la ciudad de Felipe Carrillo Puerto. Cursó sus estudios en el Centro Regional de Educación Normal con el mayahablante y traductor Javier Rojo Gómez.
Inició su carrera actoral en un restaurante llamado "El rey" en Cancún, representando un pueblo maya interactivo, posteriormente continuó en el Ballet de Javier Alarcón, presentando espectáculos mayas en diversos hoteles. En el 2005 tuvo la oportunidad de formar parte del cast de la película Apocalypto en el papel del Halcón Ten Peccary, papel antagonista, dirigida por Mel Gibson, filmada en el estado de Veracruz y con gran éxito comercial y crítico. También ha participado en la película de Entrenando a mi papá del año 2015, a lado del actor Mauricio Islas y filmada en la ciudad de Cancún.
Ha participado como traductor en lengua maya de la obra Juan Volado de la dramaturga Elena Guiochins, así como en el documental Hernán Cortés: un hombre entre dios y el diablo, producido por National Geographic y TV UNAM.
Pertenece al grupo “Cuzam” de danzas prehispánicas y realizando diversas ceremonias, purificaciones y bodas en lengua maya. Actualmente trabaja en las Escuelas Primarias “Xicotencatl” y “Tierra y libertad" en Quintana Roo.

## Carrera
- Trabaja en el área de educación primaria desde 1994 en la ciudad de Cancún.
- Participación en la cinta Apocalypto (2006) de Mel Gibson como Ten Peccary.[4]
- Participación en Entrenando a mi papá (2015) junto a Mauricio Islas y Adriana Barraza.
- Tuvo participación en la obra La muerte del dios Sol hablada en lengua maya presentada en la plaza grande de Mérida, Yucatán.
- Participó en la traducción en lengua maya de la obra de Juan Volado de la dramaturga Elena Guiochins.
- Participación en documental Hernán Cortes: un hombre entre dios y el diablo, producido por National Geographic y TV UNAM.
- Cuentacuentos en español y lengua maya "Kaan Ich" en escuelas de Cancún desde el 2018.
- Integrante de diversos grupos Fantasía latina, Kusam, Grandes guerreros para eventos prehispánicos.
- Participación en el performance Dioses mayas en Kukulkán Plaza.
- en el 2017 se crea Holcanes MC en la ciudad de Mérida, Yucatán, un grupo de motociclistas, denominado así por los guerreros Apocalypticos mayas en donde el presidente Juan Gabriel Cardona González hace a Can miembro honorario.
- En marzo del 2019 se presentó por tres días en diversas escuelas del municipio de Othón P. Blanco como cuentacuentos Kaan Ich, cuentos en español y lengua maya.
- Presentación en la Universidad del Caribe en Cancún durante el evento realizado para la concientización sobre el cuidado del agua con diversos invitados mexicanos y extranjeros.
- Sacerdote maya en ceremonias, bodas y diversos eventos (Yuum K'iin).